# Thomas Byrne (Politiker, 1917)
Thomas Byrne (irisch Tomás Ó Broin; * 7. November 1917; † 16. März 1978) war ein irischer Politiker und saß von 1952 bis 1961 im Dáil Éireann, dem Unterhaus des irischen Parlaments.
Thomas Byrne wurde als Sohn des irischen Politiker Alfred Byrne und dessen Frau Elizabeth geboren. Im Jahr 1952 wurde Byrne als unabhängiger Kandidat bei den Nachwahlen am 12. November in den 14. Dáil Éireann gewählt und besetzte den vakanten Sitz seines verstorbenen Bruders Alfred P. Byrne neu. Nach zwei erfolgreichen Wiederwahlen in den Jahren 1954 und 1957 verlor er sein Mandat 1961 bei den Wahlen zum 16. Dáil Éireann.
Byrne hatte insgesamt sieben Geschwister. Seine beiden Brüder Alfred und Patrick waren ebenfalls Abgeordnete im Dáil Éireann.